# ساختار ورتزیت

سلول واحد ورتزیت

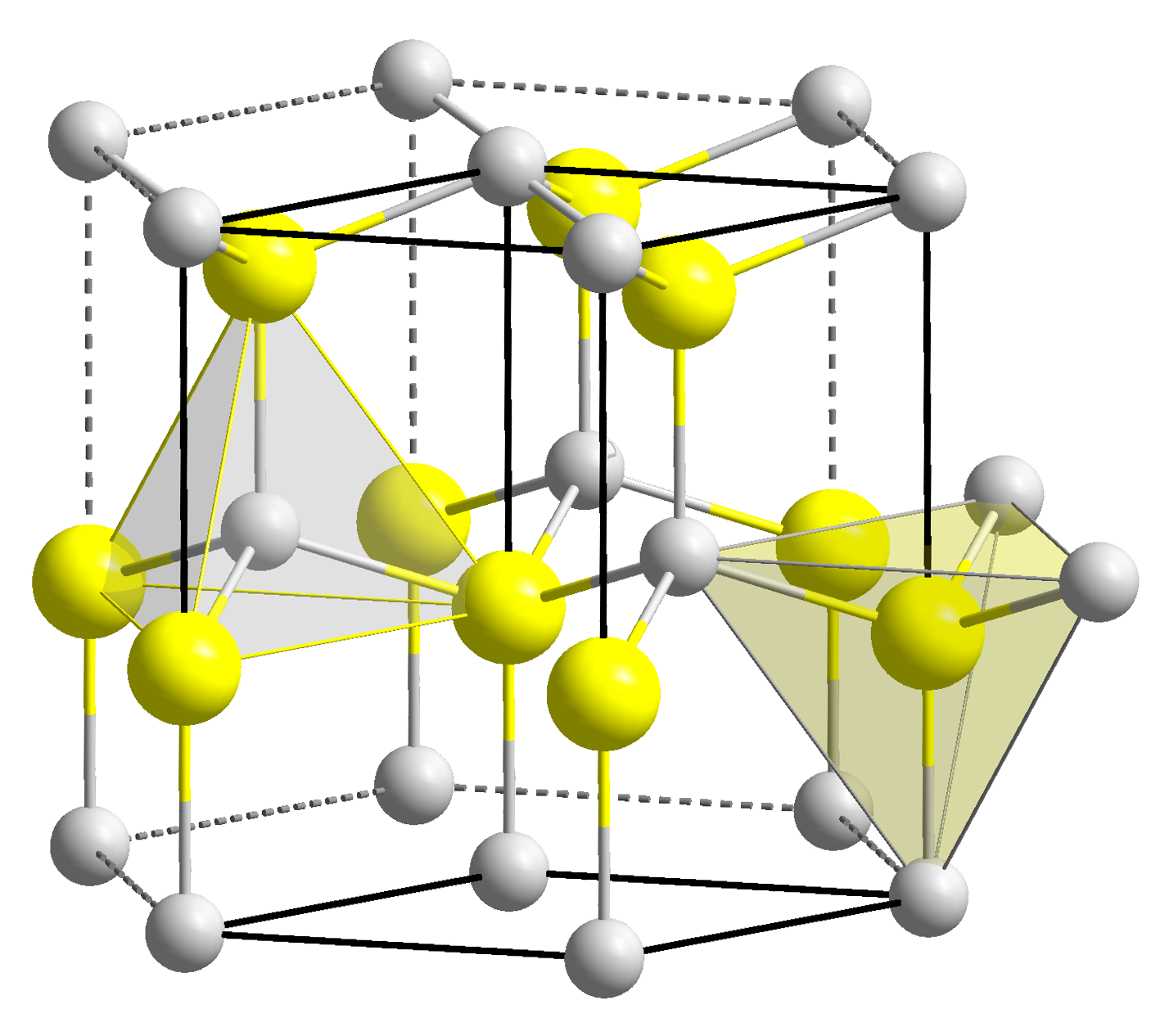
شکل 1) ساختار ورتزیت

شکل دو: شکلی کلی از ساختار هگزاگونال

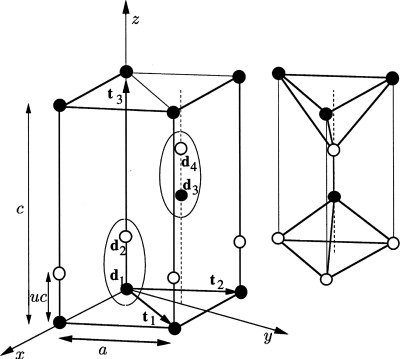
شکل سه: ساختار ورتزیت در دستگاه مختصات

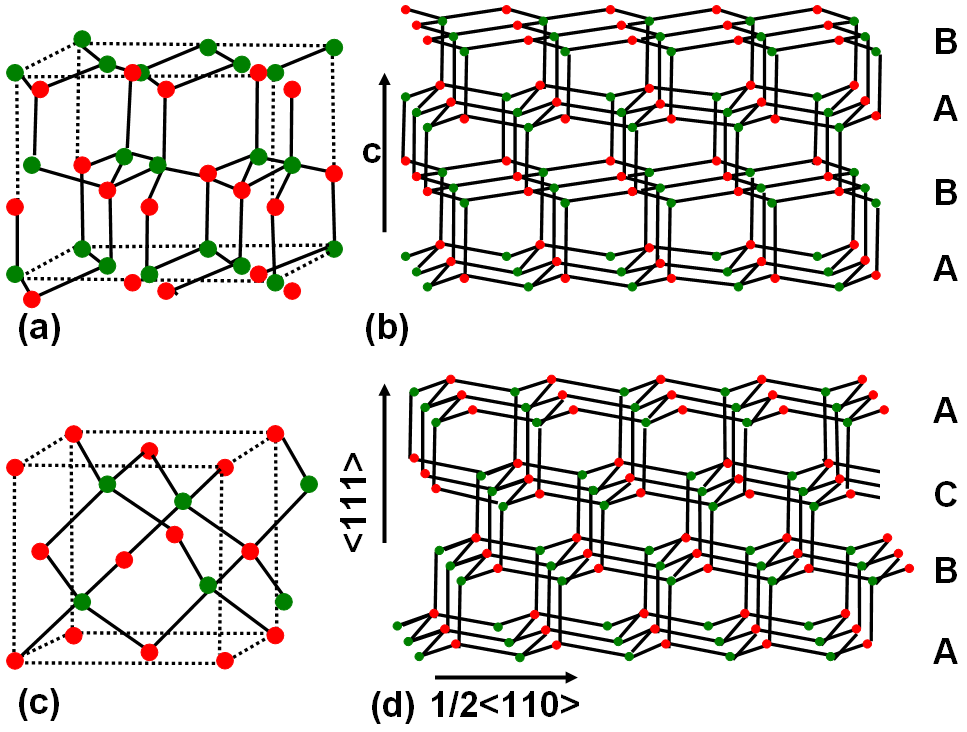
شکل چهار: ساختار ورتزیت و ساختار مکعبی

ساختار بلوری ورتزیت (به انگلیسی: Wurtzite crystal structure) که بر اساس ماده معدنی ورتزیت نامیده شده‌است، نوعی ساختار بلوری برای برخی مواد دوفازی است. این ساختار مثالی از سیستم بلوری هگزاگونال می‌باشد. نمونه ی اولیه ی شیمیایی مرسوم آن،به عنوان ZnS شناخته می شود.

## ساختار
ساختار کریستالی ورتزیت با نماد ساختاری فضایی B4 شناخته می شود و نماد پیرسون (به انگلیسی: pearson symbol) آن ph4 می باشد.طبق طبقه بندی ارائه شده توسط اتحادیه ی بین المللی بلورشناسی،گروه فضایی آن شماره ی 186 بوده و علامت هرمان-موگن(به انگلیسی: Hermann–Mauguin notation) آن P63mc می باشد.

### ساختار بلوری هگزاگونال
همان‌طور که پیش تر گفته شد، ورتزیت مثالی از سیستم بلوری هگزاگونال (hcp) می باشد. پس به‌طور خلاصه در ابتدا به معرفی این ساختار می پردازیم.
در این ساختار، اتم‌های یکی از لایه‌های متناوب مابین فواصل اتم‌های لایه‌های قبلی جای گرفته‌است (مانند ساختار FCC). ولی به جای ساختار مکعبی، ساختار به صورت شش وجهی است.ساختار شش وجهی، دارای سه لایه اتمی است. در هر دو طرف بالا و پایین لایه‌ها، 6 اتم وجود دارد که در آرایش شش ضلعی قرار گرفته‌اند و در وسط شش ضلعی، اتم هفتم قرار گرفته‌است. لایه میانی دارای سه اتم است که به صورت مثلث مابین دو سطح شش وجهی بالایی و پایینی قرار گرفته‌اند. این بدان معنی است که شش اتم شش ضلعی در صفحات بالا و پایین قرار گرفته‌اند و فقط سه اتم میانی وجود دارد که مابین آن‌ها قرار می‌گیرد. هر یک از 12 اتم دو لایه بالا و پایین، 1/6 اتم و هریک از دو اتم وسط شش وجهی، 1/2 اتم و هر یک از سه اتم میانی، یک اتم را به اشتراک می‌گذارند.ممکن است تصور کنید که ساختار HCP از ساختار FCC پیچیده تر است. ولی در حقیقت ساده تر است. این بدان معنا است که ما در ساختار HCP به جای سه لایه متفاوت اتمی، لایه سوم را تکرار لایه اول قرار می‌دهیم. بنابراین، لایه چهارم نیز تکرار لایه اول اتم‌ها است.در شکل دو می توانید سیستم هگزاگونال را مشاهده کنید.
برای فلزات با ساختار HCP مانند زینک، منیزیوم، آلفا تیتانیوم، کوبالت و کادمیوم مقدار ضریب تراکم اتمها (Packing efficiency) مقدار 74% با تعداد 12 اتم هماهنگ (12 coordination number) است. با توجه به اینکه مقدار بازده برای ساختار BCC مقدار 58% با 8 اتم است، ساختار HCP و FCC با 12 اتم و 74%، دارای آرایش اتمی متراکم تری هستند.

### تحلیل هندسی ساختار ورتزیت
این شکل از ساختار می تواند به صورت ترکیب دو شبکه ی hcp در کنار هم در نظر گرفته شود که در هر سلول واحد، 4 اتم از دو عنصر متفاوت موجود است که دو مولکول را تشکیل می دهند.در ورتزیت اتم ها با یکدیگر تقارن چهار وجهی نیز دارند.
در شکل سه ساختار هندسی ورتزیت و بردار های موقعیت اتم ها در آن را مشاهده می کنید.
طبق این شکل، موقعیت نقاط نشان داده شده اینچنین خواهد بود:
{\displaystyle t_{1}=a(0.5,{\sqrt[{2}]{3}},0);t_{2}=a(-0.5,{\sqrt[{2}]{3}}/2,0);t_{3}=c(0,0,1)}
{\displaystyle d_{1}=0;d_{2}=(0,0,u.c);d_{3}=(0,a{\sqrt[{2}]{3}}/3,c/2);d_{4}=(0,a{\sqrt[{2}]{3}}/3,c/2+u.c)}
که c و a ثوابت شبکه ی بلور و u یک ثابت بی بعد می باشد.نقاط {\displaystyle d_{1}} و {\displaystyle d_{2}} با یک نوع اتم اشغال شده اند و {\displaystyle d_{3}} و {\displaystyle d_{4}} نیز توسط یک نوع اتم دیگر پر شده اند.هر اتم با یک چهار وجهی (معمولا) منتظم از اتم های نوع مخالف خود در بلور احاطه شده است. در صورتی که مقدار نسبت a/c تقریبا برابر با 1.633 باشد و ثابت u برابر با 3/8 باشد، بلوک های چهار وجهی منتظم خواهند بود.برای مثال اتمی که در موقعیت {\displaystyle d_{3}} قرار دارد، توسط چهار اتم همسایه ی نزدیک به خود(که با اتم {\displaystyle d_{3}} همنوع نیستند) و در موقعیت های {\displaystyle d_{2}} ، {\displaystyle (d_{2}+t_{1})} ، {\displaystyle (d_{2}+t_{2})} ، {\displaystyle d_{4}} قرار دارند، احاطه شده است. این چهار موقعیت ذکر شده تشکیل یک چهار وجهی منتظم می دهند و اتم موجود در {\displaystyle d_{3}} در مرکز این چهار وجهی قرار خواهد داشت اگر {\displaystyle a^{2}/c^{2}=8/3} بوده و شرایط زیر نیز برقرار باشد:
{\displaystyle |d_{3}-d_{2}|=|d_{3}-d_{4}|=>a^{3}/3+(0.5-u)^{2}=u^{2}.c^{2}=>u=0.25+a^{2}/3c^{2}=3/8}
شبکه های چهاروجهی مجاور نیز،در امتداد محور z (جهت آن در شکل سه مشخص است) قرار دارند.در باقی مانده ی برخی شهاب سنگ های رسیده به زمین در طبیعت، الماس هایی با ساختار کمی متفاوت از بلور مکعبی الماس(که ساختار اصلی این ماده است) یافت شده اند که می توان به عنوان ساختار برای آنها، بلور ورتزیتی با چهار اتم کربن در نظر گرفت.

## مثال‌هایی از مواد دارای ساختار ورتزیت

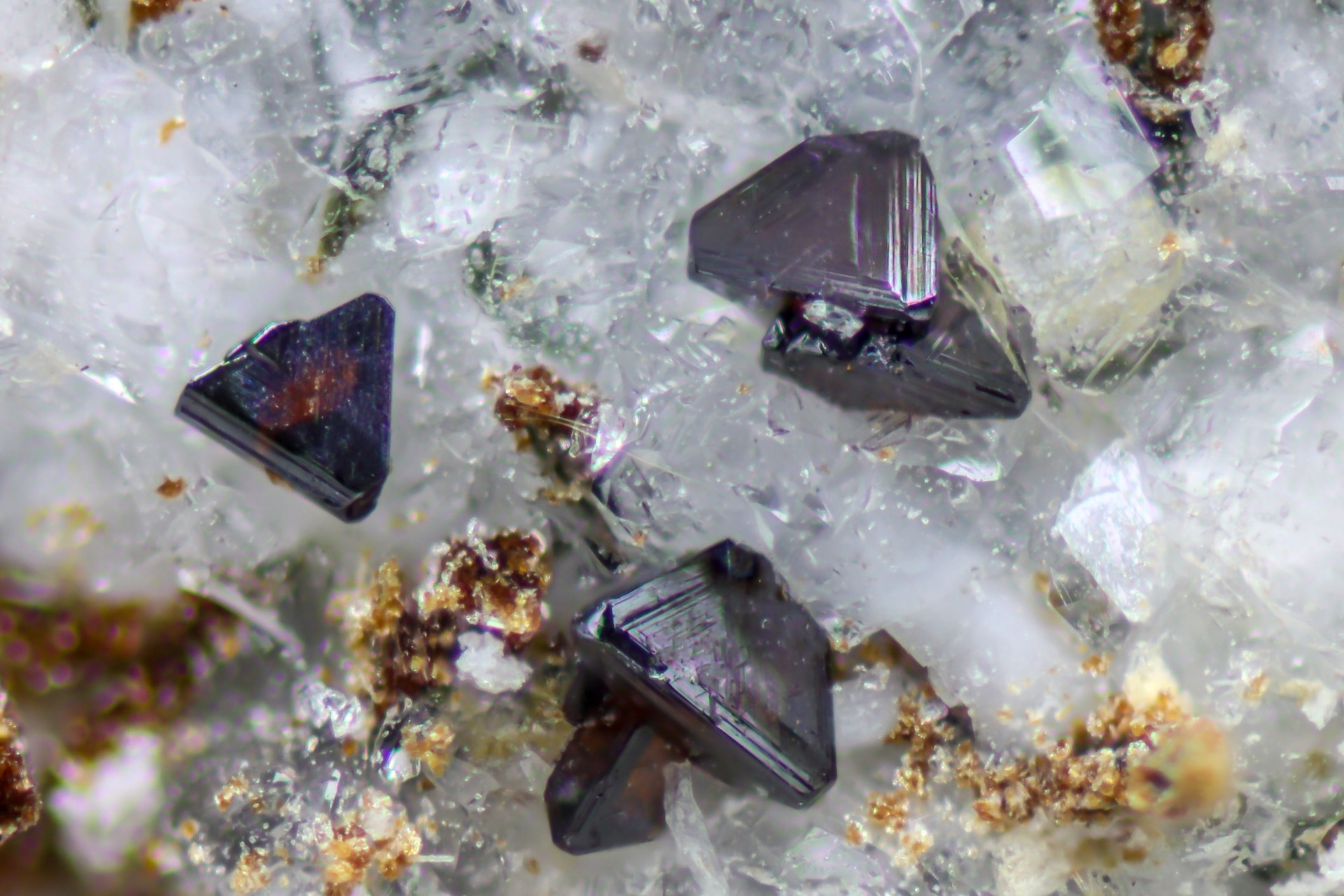
عکسی از ساختار ورتزیت

از بین ترکیباتی که ساختار ورتزیت در آنها دیده می شود میتوان به خود کانی ورتزیت(با نماد شیمیایی ZnS با حداکثر 8 درصد آهن به جای روی)، نقره یدید(AgI)، زینک اکسید(ZnO)، کادیوم سولفید(CdS)، کادیوم سلنید(CdSe)، سیلیکون کاربید(SiC)، گالیوم نیترید(GaN)، آلومینیوم نیترید(AlN)،بورون نیترید(w-BN) و دیگر نیم رساناها اشاره کرد.
یخ(H2O) نیز دارای ساختار هگزاگونال مدل ورتزیت می باشد که در آن رشته های هیدروژن تقارن چهار وجهی در هر مولکول آب ایجاد کرده و باعث می شوند ساختاری نسبتا باز و حجیم تر به وجود بیاید که چگالی کمتری نسبت به آب دارد. به همین دلیل یخ روی آب شناور می ماند.

### تفاوت بین مخلوط روی(بهانگلیسی:Zinc blende)وورتزیت
مخلوط روی و ورتزیت دو ساختار کریستالی اصلی سولفید روی (ZnS) هستند. تفاوت اصلی بین مخلوط روی و ورتزیت در این است که مخلوط روی مکعب(CCP) است، در حالی که ورتزیت ساختاری شش ضلعی دارد. مخلوط روی شبکه ای شبیه به الماس دارد؛ علاوه بر این در این ساختار، کاتیون ها(یون های روی)یک از دو نوع سوراخ چهار گوشه ی موجود در ساختار را اشغال می کنند و ما تقارن چهار وجهی نخواهیم داشت. ساختار مکعبی مخلوط روی از لحاظ ترمودینامیکی مطلوب تر از شکل دیگر سولفید روی و متراکم تر از آن می باشد. با این حال با افزایش دما (و کاهش چگالی) مخلوط روی می تواند به ورتزیت تبدیل شود. در مقابل، ساختار ورتزیت از پایداری ترمودینامیکی پایینی برخوردار است، بنابراین تمایل دارد که به آرامی به ساختار مخلوط روی تبدیل شده و متعادل تر شود. 
برای درک بهتر تفاوت ساختاری بین مخلوط روی و ورتزیت، به شکل چهار توجه کنید. در این شکل، (a) و (b) نوعی پیکربندی متوالی لایه های ...ABABAB... را نشان می دهند که معرف ساختار شش گوشه ی ورتزیت می باشد؛ در حالی که (c) و (d) چینشی از لایه های ...ABCABC... را نمایش می دهند که در نتیجه ی آن ساختار شبکه ای مکعبی مخلوط روی به وجود می آید.

## قطبیدگی در ورتزیت
یکی از آثار جالب نوع چینش لایه ها در ساختار ورتزیت این است که کریستال ها قطبی می باشند.در بلور های ترکیباتی مانند ZnO، GaN یا ZnS، وقتی در راستای محور z (در شکل سه) شکافی ایجاد کنیم، یک طرف شکاف بار منفی و طرف دیگر بار مثبت خواهد داشت. در نتیجه ی اعمال یک میدان الکتریکی خارجی به بلور در این راستا (محور z) فشردگی یا کشیدگی شبکه رخ خواهد داد. بنابراین، بلورهای ترکیباتی که ساختار ورتزیت دارند به‌طور معمول قطبیده هستند.
برای مثال مخلوط روی و ورتزیت (ZnS) را در نظر بگیرید. در ورتزیت، آنیون ها طوری تراز شده اند که مستقیما بالای کاتیون ها قرار می گیرند و ساختاری کمتر مطلوب از نظر وضعیت کلونیک، ولی مناسب از لحاظ الکترواستاتیکی را به وجود می آورند. در نتیجه، این ساختار نسبت به مخلوط روی، قطبی تر و یونی تر می باشد.

## همچنین ببینید
- ساختار بلوری
- ورتزیت
- شبکه کریستالی هگزاگونال فشرده
- دستگاه بلوری مکعبی